# Arabische jasmijn
De Arabische jasmijn (Jasminum sambac) is een plant uit de olijffamilie (Oleaceae). Het is een tot 3 m hoge struik met klimmende of soms alleen overhangende twijgen. De bladeren zijn tegenoverstaand, eirond tot elliptisch en 3-12 × 2-7 cm breed. Aan de onderkant springen de nerven duidelijk uit.
De witte bloemen groeien in dichte, eindstandige groepjes, waarvan er steeds maar een of enkele open zijn. De sterk geurende bloemen hebben een nauwe, 0,5-1,5 cm lange kroonbuis en een vijf- tot twaalfslippige kelk en kroon. De kroonslippen zijn 7-15 × 5-9 mm groot. In het midden van de bloem bevinden zich de twee meeldraden. De vruchten zijn bolvormig, zwart en 0,6-1,2 cm groot.
De Arabische jasmijn komt oorspronkelijk uit de Oude Wereld, vermoedelijk uit India. De plant wordt tegenwoordig overal in de tropen gekweekt. De soort kreeg zijn naam omdat Arabische kooplieden de geurige bloemen al in de Middeleeuwen naar Europa brachten. De bloemen worden als aromamiddel gebruikt in jasmijnthee, net als de Kaapse jasmijn (Gardenia augusta). Ook wordt er olie voor parfums uit gewonnen. Voor Boeddhisten en Hindoes zijn de bloemen een symbool van reinheid en daarom populair als offergave.
Veelal zijn vormen met gevulde bloemen in cultuur. Deze bezitten geen meeldraden en moeten daarom door middel van stekken worden vermenigvuldigd.
De Arabische jasmijn is de nationale bloem van de Filipijnen. Ook is het naast de maanorchidee en Rafflesia arnoldii een van de drie nationale bloemen van Indonesië. De Arabische jasmijn is tevens de nationale bloem van Tunesië en gaf zijn naam aan de Jasmijnrevolutie die in december 2010 in dat land uitbrak.